# Pont-a-Vendin Communal Cemetery
Pont-a-Vendin Communal Cemetery is een begraafplaats gelegen in de Franse plaats Pont-a-Vendin (Pas-de-Calais). De militaire graven worden onderhouden door de Commonwealth War Graves Commission.
De begraafplaats telt 11 geïdentificeerde Gemenebest graven uit de Eerste Wereldoorlog.